# 珊瑚岛 (小说)
《珊瑚岛》是苏格兰作家羅伯特·麥可·貝冷丁1857年的小说，讲述南太平洋发生海难，仅三名少年幸存但困在荒岛，他们在岛上经历各种挑战与历险。本书主角均为未成年人，在以往少年小说裡非常罕见。
丹尼尔·笛福的《鲁滨逊漂流记》催生鲁滨逊式文学，《珊瑚岛》便是其中的热门代表作，1857年面世后反复再版，从未绝版。小说重大主题如基督教教化效应、19世纪南太平洋帝国主义发展，等级制度和领导力的重要作用。本书是威廉·戈尔丁1954年反乌托邦小说《蝇王》的灵感源头，该书颠覆《珊瑚岛》的价值观，巴兰坦笔下的孩子们遭遇邪恶，《蝇王》认为孩子的内心就有邪恶。
小说20世纪初收入英国小学生经典读物，在美国纳入高中重点推荐读物。现代评论家认为书中世界观过时且倾向帝国主义，小说人气略有下滑。2000年，独立电视网播出《珊瑚岛》改编的四集儿童电视剧。

## 背景

### 作者与出版
羅伯特·麥可·貝冷丁1825年生于爱丁堡并在故乡长大，在父母十个孩子里排第九，是家中幼子。除1835至1837年进入爱丁堡公学外，巴兰坦没有接受其他正式教育，全靠妈妈和姐姐辅导。他16岁时远赴加拿大，在哈德逊湾公司工作五年，与第一民族交易毛皮。1847年返回苏格兰后，他为康斯特布尔出版社工作数年，从普通职员一直干到企业合伙人:6。巴兰坦在加拿大时给母亲写长信消磨时间，自称反正是给妈妈看，不需要多少写作技巧:4，同时开始文学创作:5。他的小说处女作《年轻的毛皮商人》以加拿大之行为基础，1856年发行，同年巴兰坦决定全职投身写作，开始创作他赖以成名的青少年冒险小说。
巴兰坦没去过南太平洋任何珊瑚岛，全靠他人在英国发表的著作了解。为增强戏剧效果、“刺激青少年读者”，他“加入不少血腥和暴力内容”。背景知识匮乏导致他一度误称椰子很软、很容易打开。后来他严格要求内容准确，但凡可能就只根据亲身经历创作。巴兰坦在爱丁堡对面的法夫本泰兰福斯湾海滨别墅创作《珊瑚岛》。为他立传的埃里克·奎尔宣称，巴兰坦大量借鉴美国作家詹姆斯·鲍曼1852年小说《岛屿家园》。他还参考传教士约翰·威廉姆斯1837年的《传教事业记》，文化史学家罗德·爱德蒙认为两书个别章节过于类似，称巴兰坦创作时肯定把威廉姆斯的著作放在桌前打开照搬:147。爱德蒙还称，《珊瑚岛》就像“其他太平洋题材作品混合而成的水果鸡尾酒”:146，“按现代标准，巴兰坦在《珊瑚岛》的剽窃行径令人震惊”:148。
小说初版标示年份1858，但1857年12月上旬就开始在书店销售，当时业界普遍把出版日期往后标，特别是在圣诞节期间，确保进入新年后还是新书。《珊瑚岛》是巴兰坦第二部小说，面世后经久不衰，从未绝版。他40年创作产量颇丰，出书上百本之多:61–62。作家兼教授约翰·雷尼·肖特指出，巴兰坦对信仰非常虔诚，自认有义务向目标读者——维多利亚时代中产阶段男童——传达“荣誉、礼仪、宗教准则”。
托马斯纳尔逊出版社从巴兰坦手中买下手稿并买断小说版权，《珊瑚岛》初版随后面世。当时英国基本没有版税概念，出版社普遍直接买断版权，这样图书无论再版多少次、卖出多少本作家都拿不到一分钱:76。巴兰坦拿到50至60英镑，相当于2020年的5780至6940美元。小说销售火爆，新版本如雨后春笋，巴兰坦想买回版权未果。1893年他不无苦涩地致信托马斯纳尔逊出版社，称对方38年来独占全部利润，而他身为作者却一分钱都拿不到。
《珊瑚岛》至今仍是经典著作，1995年随企鹅图书通俗经典系列再版。

### 文学和历史背景
《珊瑚岛》出版恰逢“儿童小说第一个黄金时代”，该书率先以儿童为主角引领儿童文学、特别是男童文学潮流，如今已是该体裁的常用套路。文学批评家米妮·辛格指出，本书仍有说教的一面但不再强加，而是与主旨融合、潜移默化地影响读者：就像从儿童角度创作儿童小说。
文学批评家弗兰克·克默德认为，《珊瑚岛》可充当“思想史文献”。小说的科学和社会背景立足社会达尔文主义，一年后正式出版的《物种起源》此时已开始流通并引发大量探讨，查尔斯·达尔文1842年著作《珊瑚礁结构与分布》是当时介绍珊瑚生长的名作。巴兰坦持续关注达尔文和阿尔弗雷德·拉塞尔·华莱士的著作，他还在后续作品自承参考亨利·奥格·福布斯的研究。同时代的许多通俗文学受进化论影响显著，社会达尔文主义对维多利亚时代世界观与大英帝国建筑影响很大。

## 内容简介
小说采用第一人称叙述，立足15岁少年拉尔夫·罗孚视角，他乘的船撞到珊瑚礁后沉没，仅罗孚与另外两名少年幸存。三人爬上荒无人烟的玻里尼西亞大型岛屿，故事按拉尔夫回忆少年历险展开。“经历这段奇妙历险时我还小，回首往事那时我还很孩子气，我把书特别献给孩子们，衷心期望他们学到有价值的知识，从字里行间获得无穷无尽的乐趣与益处”。:Preface

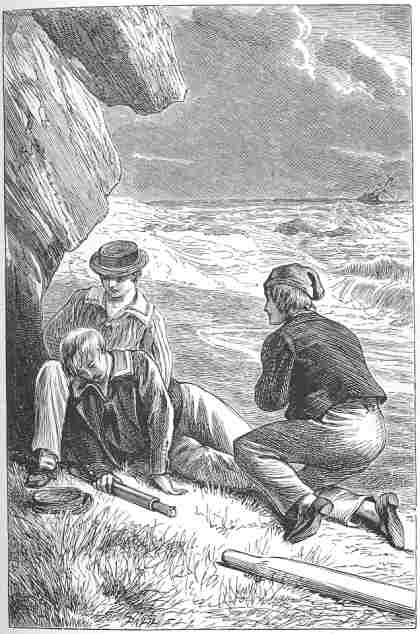
1884年版插图，描绘杰克、拉尔夫、彼得金登上岛后

小说情节进展迅速，仅用四页介绍拉尔夫的早年经历，再用14页讲述他登上“箭号”远航太平洋的历程，海难发生后只有他与18岁的杰克·马丁、13岁的彼得金·盖伊幸存。叙述分两部分，第一部分讲述三人如何解决食宿、保暖需求，如何自食其力；第二部分动作场面更多，如与海盗的冲突、与波利尼西亚原住民的争斗，还有传教士劝人信仰基督教的描写。
三人在岛上的早期生活质朴宜人，水果、鱼、野猪等食品非常丰富。他们利用仅有的破损望远镜、铁桨、小斧头建造住所和小船，在岛上生活好几个月才遇到其他人类。当时他们看到海上两艘大型舷外托架独木舟一追一逃，两群波利尼西亚土著在岛边海滩下船后开战，追兵胜利后抓获15名战俘并马上吃掉一人。他们还准备杀害被俘的女人和孩子，拉尔夫三人出手阻止打败追兵，酋长塔拉罗感激不已。第二天早上少年又阻止土著同类相食，土著离开小岛，三人继续独立生活。
岛上出现新的不速之客，这次是以买卖或偷窥檀香木为生的英国海盗，人数比之前的土著更多。三人躲入洞穴，拉尔夫前去探察海盗是否离开时被抓上对方的双桅纵帆船，与船员血腥比尔拉上交情。海盗船停靠埃莫岛交易木材，拉尔夫得以了解岛上文化的方方面面，岛民喜欢冲浪，用婴儿向鳗鱼神献祭，强奸与同类相食都很常见。

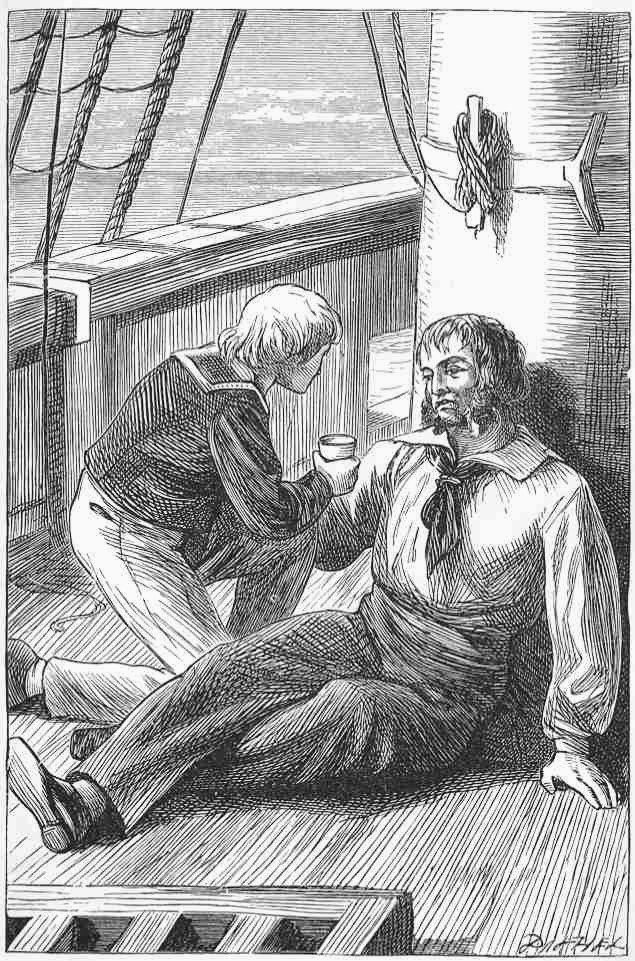
1884年版小说插图，描绘拉尔夫与血腥比尔登上海盗船逃跑

岛上局势渐趋紧张，岛民袭击杀害大部分海盗，随船而来的只有拉尔夫与血腥比尔幸存。两人乘船逃离但比尔伤重不治，临死前对罪恶的一生忏悔。拉尔夫独自驾船回到珊瑚岛与杰克、彼得金重逢。
三人乘船前往曼戈岛，当地部分居民在传教士影响下改信基督教。拉尔夫一行再遇塔拉罗，酋长千金阿瓦提亚不顾父亲反对想加入基督教。三名少年带着阿瓦提亚乘小舟前去附近小岛，该岛酋长是基督教徒，但途中遭塔拉罗的战船拦截后被俘。一个月后又有传教士来到曼戈岛，塔拉罗终于加入基督教，拉尔夫等人获释。岛民把“假神”付之一炬，:332长大成人、阅历丰富的拉尔夫三人启程回家，此后他们还在1861年的续作《大猩猩猎人》再度历险。

## 体裁与风格
巴兰坦自认所有作品都是“年轻人冒险的故事”，《珊瑚岛》也不例外。丹尼尔·笛福1719年的《鲁滨逊漂流记》催生鲁滨逊式文学，《珊瑚岛》便是其中热门代表作:173，而且此前少年小说极少只以未成年英雄为核心:36。
英语教授苏珊·梅尔指出，与《鲁滨逊漂流记》相比，鲁滨逊式文学大多以“平淡现实”取代原作浪漫风格，《珊瑚岛》、弗雷德里克·马里亚特1841年小说《马斯特曼·莱迪》都是其中典范。文学批评家丽莎·霍纳克声称，青少年文学只有羅伯特·路易斯·史蒂文森的《金銀島》还像《鲁滨逊漂流记》那样采用浪漫主义风格并注重人物发展。《珊瑚岛》历险情节众多，但字里行间随处可见家庭小说的现实风格，家庭小说正是现实主义小说的主要势力范围。巴兰坦用三分之一的篇幅描述三名少年如何生活，描写历险时注重体现“轻松自信”，情节包含的乐趣都为此而生:38。作者在序言借拉尔夫之口表示：“无论是否成年，如果有谁就是喜欢忧郁、沮丧，或是无法秉持善意、以同情视角走进欢乐世界，那么我真心建议他合上书放到一边，这不适合他们”:Preface。英语教授达芙妮·库泽认为，小说情节“从英格兰海岸迅速转到充满异国风情的太平洋岛屿，与儿童幻想现实世界突然变成神秘国度类似”。
现代读者往往感觉巴兰坦花费太多篇幅描写动植物，似乎想让能够接触类似环境的读者相信，书中人物的历险环境真实存在:2。他的作品还令现代读者感到“过于虔诚”，约翰·雷尼·肖特认为作者能以通俗易懂、风格优雅的散文形式讲好故事，这种能力足以补偿书中道德语调带给读者的不适感。

## 主题
小说主要主题包括基督教的影响、社会等级制度的重要作用、欧洲文明面对南太平洋岛民的固有优势。英语教授马丁·杜特希尔认为《珊瑚岛》是描绘维多利亚时代殖民关系的重要文献。小说的基本主题赢得普遍认可：“遗弃儿童在没有成人监督时承担成年人的责任”，学界认为本书堪称同类典范。
小说后半部的重要主题是传教士在南太平洋传播基督教文明及其影响:61–62，书中杰克对彼得金言道：“南海（指南太平洋）岛屿土著都是凶猛的食人族，他们根本不尊重陌生人”:172。现代评论家毫不客气地批评上述主题，杰瑞·菲利普斯1995年撰文指出，《珊瑚岛》“完美体现”“19世纪太平洋帝国主义官方口径”，“痴迷于天神、贸易、民族的纯粹”。
等级制度和领导力的重要作用占据小说显著篇幅，种族整体等级源自维多利亚时代观念，同时受达尔文的进化论与其他理论影响。土著在道德与文化方面的进化程度不及欧洲人，双方争夺土著妇女阿瓦提亚的情节将“文明与同类相食”对立，足以证明上述观点。:6三名少年同样存在等级，三人对如何组织都有发言权，但年纪最长的杰克说话显然最有分量:2–3，仿佛“天生的领导人”，特别是在遇到危机的时候，形成自然等级。海盗等级森严，因缺乏民主而被消灭。土著的等级处处透出野蛮，巴兰坦以此表达领导人应该受到他人尊重、在被领导者同意之下管理:2–3。巴兰塔的小说主要面向青少年，“未来世界的主人”，这种教育思想尤为恰当。
现代评论家认为小说隐含阴暗主题。2001年《大学英语》刊登杜特希尔的文章，认为小说代表“维多利亚时代早期大英帝国扩张支持者的乐观与信心”消退，朝“对殖民统治形成自主意识和焦虑心理”转变。在她看来，书中对同类相食的描写“过度修辞”，特别是借血腹比尔之口讲述斐济野蛮行径的部分，以向鳗鱼神献祭婴儿最为突出。传教士也有类似血腥比尔的说法，但他是倫敦傳道會的代表，“殖民小说的象征人物”，杜特希尔认为这些内容反映上述焦虑心理。学者认为同时代的其他热门同类小说也有帝国主义色彩，约瑟夫·布里斯托1991年的《帝国男孩》声称从《珊瑚岛》看到所谓“帝国主义男子气概”，英国人对帝国与男子气概的态度受其显著影响。
学者研究书中描绘的太平洋文化与殖民影响。布莱恩·斯崔特1975年著作《文学中的野蛮：英语小说表现的‘原始社会’》，罗德·爱德蒙1998年文章《代表南太平洋：库克至高更的殖民论述》都是如此。殖民者以测绘领土地理、管理土著居民治安为手段实施统治，这是《珊瑚岛》与同类小说普遍的重要主题，克拉克三人画下岛屿乃至南太平洋地形，最终征服这些地区，土著纷纷改信基督教。这种主题此后一直延续到史蒂文森的《金银岛》。:178
探析基督教自然派与福音派关系是常见的维多利亚时代主题。文学批评家凯瑟琳·安德森指出，当时非常流行的珊瑚首饰代表虔诚。少年在岛屿泻湖底发现珊瑚“魔法花园”，代表“传教士接触太平洋岛屿社会”。珊瑚在维多利亚时代充满福音派色彩，建造珊瑚礁的珊瑚虫反映“儿童读者为传教事业提供资金”，文学批评家米歇尔·艾勒瑞以《珊瑚岛》等19世纪早期和中期儿童图书为例，珊瑚在这些作品都起教育作用。
小说为让-雅克·卢梭式冥想提供背景，卢梭倡导直接与自然界互动的教育环境，不局限于书本和老师强迫。辛格指出，卢梭的《爱弥儿》提倡阅读甚至模仿《鲁滨逊漂流记》。文学批评家菲奥娜·麦卡洛克认为，拉尔夫三人直接从岛上获得知识，其中没有任何中间人引导，这与卢梭在《爱弥儿》提倡的“儿童直接语言”类似。

## 专业评价
《珊瑚岛》的热销立竿见影，出版后50年内就译成欧洲几乎所有语种。小说赢得同时代读者普遍好评，但现代批评家认为文中充斥“过时的殖民主题、充满争议的种族论调”。巴兰坦融嗜血历险和虔诚的帝国扩张思想于一体，不但赢得儿童目标观众认可，他们的师长也不例外。他的其他作品大多消逝在历史长河，但至今仍因《珊瑚岛》为后人牢记。
20世纪初，《珊瑚岛》还是英国小学生经典读物。美国长期把本书列入高中重点推荐读物。1915年《英语期刊》发文，《珊瑚岛》入选“轻松风格男生小说”推荐类别。20世纪50年代，本书简化改编版入选美国12至14岁儿童推荐读物。现代学者对《珊瑚岛》缺乏关注，学界普遍认为小说在许多方面都已过时，但2006年第15届国际万维网会议仍经投票把本书选为苏格兰小说二十强。

## 影响
史蒂文森1882年小说《金銀島》的灵感一定程度上源自《珊瑚岛》，作者对巴兰坦的文笔深表钦佩。J·M·巴里创作的彼得潘也部分源自《珊瑚岛》，他和史蒂文森都是本书的“狂热读者”。此外，巴兰坦友善对待读者的教导思想对小说家乔治·阿尔弗雷德·亨蒂影响很大。
威廉·戈尔丁1954年小说《蝇王》与《珊瑚岛》的价值观对立，甚至有些恶搞，戈尔丁对此毫不掩饰。《蝇王》结尾，营救儿童的海军军官谈起《珊瑚岛》，称拉尔夫的表现“就像《珊瑚岛》，演得不错”。《蝇王》里也有名叫杰克的人物，代表孩子们不理智的一面。戈尔丁笔下三大核心人物分别是拉尔夫、小猪、杰克，着实就是巴兰坦笔下英雄的漫画式重塑。戈尔丁儿时很喜欢并反复阅读《珊瑚岛》，但他强烈反对书中观点，在《蝇王》把英格兰少年写成野蛮人，他们与巴兰坦笔下少年相反，遗忘远超所学:61–62。戈尔丁表示，《珊瑚岛》在他心中“腐烂成堆肥”，为“新神话扎根”提供养料。霍纳克指出，《金银岛》不再像巴兰坦笔下那样把小岛描绘得质朴宜人，不再适合居住，仅是挖掘宝藏的所在，这与维多利亚时代后期的帝国使命一致。

## 电视改编
1980年，泰晤士電視与澳大利亚广播公司合资把《珊瑚岛》改编成同名儿童电视剧，1983年在澳大利亚和英国首播。天顶制片后将小说改编成四集儿童电视迷你剧，2000年在独立电视网播映。